# Wild Barts Can't Be Broken
"Wild Barts Can't Be Broken" är avsnitt 11 från säsong 10 och sändes 17 januari 1999. I avsnittet blir Homer, Barney, Lenny och Carl fulla efter att ha firat segern för stadens basebollag och vandaliserar Springfield Elementary School. De åker inte fast för vandaliseringen. Istället bestämmer sig polisen för att ge barnen i Springfield skulden, och ger dem utegångsförbud under kvällarna. Barnen tröttnar snart på att vara instängda och försöker smita in på en barnförbjuden biofilm men blir upptäckta och får samhällstjänst. Barnen bestämmer sig därför att skämma ut de vuxna genom att avslöja deras pinsamheter. Avsnittet skrevs av Larry Doyle och regisserades av Mark Ervin, efter en idé av Mike Scully. Chris Ledesma blev nominerad till en Golden Reel Award för "Best Sound Editing - Television Animation" för hans arbete i avsnittet. Cyndi Lauper medverkar som sig själv och Marcia Wallace gästskådespelar som Edna Krabappel.

## Handling
Familjen Simpson tittar på en basebollmatch med Springfield Isotopes. Efter att första bollen är i spel blir Homer irriterad över hur dåligt laget spelar och går och sätter sig i bilen och väntar på att matchen ska ta slut. Ett par månader senare då Homer besöker Moe's Tavern upptäcker han att laget har hamnat i slutspelet och att de har blivit bättre sedan de fått en ny stjärnspelare. Under finalen blir Homer och hans vänner berusade och efter att Springfield vinner serien börjar de fira segern och blir så fulla att de av misstag vandaliserar Springfield Elementary School. Nästa morgon vaknar Homer bakfull och upptäcker att någon har krockat hans bil (utan att inse att det var han själv som krockade med bilen). När nyheterna rapporterar om vandaliseringen i skolan får Homer för sig att barnen är orsaken till att hans bil är pajad. Polisen bestämmer på grund av vandaliseringen att det ska bli utegångsförbud för barnen under kvällarna. 
Bart och Lisa, liksom de andra barnen i Springfield, blir uttråkade över att inte få vara ute efter solnedgången. Då ser de att drive-in biografen ska visa en barnförbjuden skräckfilm, The Bloodening. En kväll bestämmer de sig för att bryta förbudet och att gå och se filmen. De lyckas ta sig till biografen och börjar titta på filmen men polisen upptäcker dem efter en stund. De blir gripna och dömda till samhällstjänst. Barnen bestämmer sig därefter att hämnas på de vuxna genom att sprida ut de vuxnas pinsamma hemligheter. Barnen bygger en radiosändare och börjar sända ut deras föräldrars hemligheter. De vuxna gillar inte vad de får höra och får efter ett tag reda på var radiosändaren är placerad. Barnen och de vuxna börjar genom ett sångnummer argumentera mot varandra varför de har rätt. Efter en stund kommer stadens pensionärer och börjar sjunga om varför just de vet bäst. Det blir en folkomröstning som utmynnar i, med en rösts marginal, att alla under 70 nu har utegångsförbud på kvällarna. Pensionärerna börjar nu festa i Springfield på kvällarna medan de andra får stanna inne, vilket de inte uppskattar.

## Produktion
Mike Scully kom med idén att han ville ha ett avsnitt där barnen i Springfield skulle får utegångsförbud. Hans idé var att barnen skulle få ett straff när de vuxna gjort något fel och skyllt på dem. Namnet på kommentatorn på basebollmatchen är Denis Conroy, som också är namnet på Larry Doyles onkel. När Homer sjöng medan han väntade på sin familj improviserade Dan Castellaneta sången. Den  lades in för att avsnittet var för kort. Annonstavlan med Clancy Wiggum är en parodi på Beaver Cleaver från avsnittet "In the Soup" i Leave It to Beaver. Musiken som spelas då barnen lämnar sina hem för att se på filmen komponerades av Alf Clausen.

## Kulturella referenser
Titeln är en parodi på Vilda hjärtan kan inte krossas och filmen The Bloodening är en parodi på De fördömdas by. När barnen börjar bygga sin radiosändare är den en referens till en scen i Our Gang. När Marge läser en recension av Talk to the Hand är den densamma som Varietys recension av Just Shoot Me!. Sångnumret då barnen, vuxna och pensionärerna bråkar är en parodi på "Kids" i Bye Bye Birdie. När Lisa byter radiofrekvens hör man Franklin D. Roosevelts Infamy Speech. I duschen på Springfield Elementary School sjunger Homer, Barney, Lenny och Carl låtarna "We Are the Champions" och "We Will Rock You". I avsnittet sjunger Cyndi Lauper låten "The Star-Spangled Banner" till melodin "Girls Just Want to Have Fun".

## Mottagande
"Wild Barts Can't Be Broken" hamnade på plats 40 över mest sedda program under veckan med en Nielsen rating på 8.9. Chris Ledesma blev nominerad till en Golden Reel Award för "Best Sound Editing - Television Animation" för hans arbete i avsnittet. James Plath på dvdtown.com har kallat avsnittet för ganska anständigt. Peter Brown från If har kallat avsnittet för en av de bästa från säsongen. I boken I Can't Believe It's a Bigger and Better Updated Unofficial Simpsons Guide har Warren Martyn och Adrian Wood beskrivit avsnittet som ett lustigt men inte så minnesvärt avsnitt som var bäst i mitten. Varken inledningen eller slutet var bra. Utan parodin på "De fördömdas by" och barnens hämnd på föräldrarna hade avsnittet inte varit något att minnas. Under 2007 placerade Simon Crerar från The Times, Cyndi Laupers medverkan som en av de 23 bästa gästskådespelarna i serien.